# 10.º distrito congresional de Illinois
El 10.º distrito congresional es un distrito congresional que elige a un Representante para la Cámara de Representantes de los Estados Unidos por el estado de Illinois.  Según la Oficina del Censo, en 2011 el distrito tenía una población de 650 309 habitantes. Actualmente el distrito está representado por el Demócrata Brad Schneider.

## Geografía
El 10.º distrito congresional se encuentra ubicado en las coordenadas 42°16′47″N 87°56′21″O / 42.27972, -87.93917.

## Demografía
Según la Oficina del Censo de los Estados Unidos, en 2011 había 650 309 personas residiendo en el 10.º distrito congresional. De los 650 309 habitantes, el distrito estaba compuesto por 518 610 (79.7%) blancos; de esos, 508 651 (78.2%) eran blancos no latinos o hispanos. Además 31 796 (4.9%) eran afroamericanos o negros, 913 (0.1%) eran nativos de Alaska o amerindios, 55 538 (8.5%) eran asiáticos, 85 (0%) eran nativos de Hawái o isleños del Pacífico, 41 893 (6.4%) eran de otras razas y 11 433 (1.8%) pertenecían a dos o más razas. Del total de la población 101 126 (15.6%) eran hispanos o latinos de cualquier raza; 81 184 (12.5%) eran de ascendencia mexicana, 5 746 (0.9%) puertorriqueña y 1 252 (0.2%) cubana. Además del inglés, 2 091 (13.8%) personas mayor a cinco años de edad hablaban español perfectamente.
El número total de hogares en el distrito era de 232 546, y el 72.6% eran familias en la cual el 35.4 tenían menores de 18 años de edad viviendo con ellos. De todas las familias viviendo en el distrito, solamente el 60.2% eran matrimonios. Del total de hogares en el distrito, el 3.2 eran parejas que no estaban casadas, mientras que el 0.3% eran parejas del mismo sexo. El promedio de personas por hogar era de 2.71. 
En 2011 los ingresos medios por hogar en el distrito congresional eran de US$76 127, y los ingresos medios por familia eran de US$134 539. Los hogares que no formaban una familia tenían unos ingresos de US$64 642. El salario promedio de tiempo completo para los hombres era de US$67 728 frente a los US$46 297 para las mujeres. La renta per cápita para el distrito era de US$42 311. Alrededor del 7% de la población estaban por debajo del umbral de pobreza.